# Anoderma
Anoderma – tkanka nabłonkowa pokrywająca kanał odbytu. Charakteryzuje się obfitym unerwieniem, a także całkowitym brakiem włosów, gruczołów łojowych oraz potowych. Miejsce jej połączenia ze skórą okolicy odbytu tworzy brzeg odbytu.